# 宋智雅
宋知娥（： Song Ji A，1997年4月30日—），曾誤譯為宋智雅，是一位韓國的美妆时尚YouTuber，其負責製作Lookbook、化妝、Vlog等內容，因出演真人實境節目《單身即地獄》而受到關注。

## 獎項
YouTube創作者獎白銀創作者獎

## 綜藝節目

### 綜藝固定出演
- 2021年2月17日－2021年5月12日：Channel A《Friends》
- 2021年12月18日－2022年1月8日：Netflix《單身即地獄》

## 争议
2022年1月15日，名为탈덕수용소的YouTuber上传了一段影片，内容指出宋知娥不只在个人IG上部分名牌是假货，甚至还穿到节目上去。其中对于珠宝品牌Van Cleef & Arpels梵克雅宝的幸运叶坠饰、CHANEL 90's Vintage上衣、Dior满版Logo平口上衣等都是假货。宋知娥後來清空youtube頻道，並上傳一條內容達3分54秒的道歉影片。

## 外部連結
- YouTube上的free지아頻道
- 𝑓𝑟𝑒𝑒𝑧𝑖𝑎 .的Instagram帳戶
- Freezia宋智雅的新浪微博